# Versomarte
Versomarte è il primo album discografico dei Velvet, pubblicato nel 2001.

## Tracce
1. Istantanee
2. Estate portatile
3. Nascosto dietro un vetro
4. Tokyo Eyes
5. Sono vivo
6. Ancora un'ora
7. Boyband
8. 1965
9. Salto ora
10. Eroe per un giorno
11. Go on
12. Fase lunare

## Formazione
- Pierluigi Ferrantini - voce e chitarra
- Alessandro Sgreccia - chitarra
- Pierfrancesco Bazzoffi - basso
- Giancarlo Cornetta - batteria